# Silba capsicarum
Silba capsicarum är en tvåvingeart som beskrevs av Mcalpine 1956. Silba capsicarum ingår i släktet Silba och familjen stjärtflugor. Inga underarter finns listade i Catalogue of Life.